# 伊篠
伊篠（いじの）は、千葉県印旛郡酒々井町の大字。郵便番号285-0902。

## 地理
北は篠山新田、北東は成田市並木町、東は富里市七栄、南東は伊篠新田、今倉新田、南は上岩橋、南西は柏木、西は下岩橋、北西は成田市飯仲に隣接している。

## 歴史
江戸期は伊篠村であり、下総国印旛郡のうち。佐倉藩領。村高は、「元禄郷帳」234石余、「天保郷帳」「旧高旧領」ともに253石余。東西に成田街道が走り、街道沿いの松並木は名所となっていた。徳川光圀の延宝2年「甲寅紀行」では、「伊慈野山この辺鹿多し」と見える。成田街道酒々井宿の助郷村。佐倉牧捕馬に用いる牽綱を差出す例があった。神社は白幡神社、寺院は曹洞宗浄泉寺。明治6年千葉県に所属。明治22年酒々井町の大字となる。

### 年表
- 1873年（明治6年） - 千葉県に所属。
- 1889年（明治22年）4月1日 - 酒々井町伊篠になる。
  - 町村制施行し、酒々井町、下台村、馬橋村、墨村、飯積村、尾上村、中川村、上岩橋村、伊篠村、伊篠新田、篠山新田、今倉新田、下岩橋村、柏木村、本佐倉村、本佐倉町が合併し印旛郡酒々井町が発足。

## 世帯数と人口
2017年（平成29年）11月1日現在の世帯数と人口は以下の通りである。
| 大字 | 世帯数  | 人口  |
| ---- | ------- | ----- |
| 伊篠 | 159世帯 | 333人 |

## 小・中学校の学区
町立小・中学校に通う場合、学区は以下の通りとなる。
| 番地 | 小学校                 | 中学校                 |
| ---- | ---------------------- | ---------------------- |
| 全域 | 酒々井町立酒々井小学校 | 酒々井町立酒々井中学校 |

## 施設
- 東京学館高等学校
- 伊篠青年館
- 酒々井変電所
- 白幡神社
- 松雲寺
- 浄泉寺
- 酒々井ちびっこ天国 - プール・娯楽施設。2017年から休園中。

## 交通

### 道路
- 国道51号